# 42492 Brüggenthies
42492 Brüggenthies è un asteroide della fascia principale. Scoperto nel 1991, presenta un'orbita caratterizzata da un semiasse maggiore pari a 2,2496051 UA e da un'eccentricità di 0,2071691, inclinata di 4,30292° rispetto all'eclittica.